# Forza armata
Una forza armata, in ambito militare, indica la struttura organizzativa e il complesso di reparti in armi di uno stato. In alcuni stati vengono considerate parte di tali forze anche organizzazioni paramilitari. La disciplina che studia l'utilizzo delle forze armate è detta arte militare.

## Descrizione
Sono generalmente destinate ad uno specifico ambito e scenario operativo che hanno il compito di difendere militarmente il territorio di uno stato o dei suoi alleati dalle aggressioni esterne di altri paesi, oppure di muovere guerra ad un altro stato invadendone il territorio, o ancora di recare supporto ad altro stato nella lotta sul suo territorio ad organizzazioni militari e paramilitari rivoluzionarie o criminali che possono costituire una minaccia agli equilibri internazionali.

### Composizione
Le forze armate sono generalmente organizzate in forze ufficiali, dette regolari, costituite:
- mediante l'istituzione di un servizio militare obbligatorio (la cosiddetta leva),  con una componente di leva (truppa e graduati di truppa) e i quadri volontari, (ufficiali e sottufficiali formatisi presso le accademie e altre scuole d'arma benché comunque soggetti al servizio militare obbligatorio);
- sulla base dell'arruolamento volontario, tanto per la truppa quanto per i quadri di ogni ordine e grado (ferma restando il tipo di formazione dei medesimi)

Nel primo caso si parla di esercito di leva, in cui, tramite l'istituto della coscrizione cioè leva obbligatoria si effettua la precettazione dei cittadini, solitamente di sesso maschile, anche se non mancano casi di leva obbligatoria per ambo i sessi (ad esempio in Israele), per uno o più periodi di servizio effettivo. Nel secondo caso possiamo parlare di esercito professionista, così detto per distinguerlo dall'esercito popolare, come lo concepiva Mao Tse Tung.
Talvolta esistono sistemi misti, ove la chiamata alla leva si attua solo in caso di conflitto, preferibilmente per fornire supporto logistico in ambito territoriale, alla stregua di quanto avviene con la Guardia Nazionale degli USA e di quanto potenzialmente può verificarsi in Italia dalla riforma del 1995, da quando la leva non è stata abolita, bensì solo sospesa, e con essa la formazione dei quadri di complemento.
Esistono modalità particolari di reclutamento, come nel caso delle milizie o della riserva militare. In questi casi la mobilitazione è generalmente circoscritta ai casi di necessità e/o di funzione complementare alle forze in servizio permanente.

### Organizzazione
Le forze armate si designano come "organizzazione militare" e tra le persone fisiche ad esse appartenenti hanno preminenza coloro il cui rapporto di dipendenza organica è il cosiddetto servizio militare, e che genericamente si indicano con il nome di militari. La disciplina che si occupa dello studio dell'organizzazione delle forze armate è detta organica militare, o anche, a livello di singola forza armata, ordinamento ed impiego, materia di studio dei corsi ufficiali e sottufficiali.
Le forze armate più strutturate sono suddivise spesso in tre componenti specializzate: un esercito, una marina militare (per lo più per gli Stati che dispongano di uno sbocco sul mare, ma talvolta anche per quelli con grandi superfici di acque interne o che hanno una flotta ospite in porti stranieri) e un'aeronautica militare. Esistono anche delle unità militari il cui impiego è riservato a particolari situazioni, detti corpi speciali, e possono essere interforze.
Esistono sistemi più articolati rispetto al modello ternario. Alcuni stati come Francia, e più recentemente Italia, hanno quattro forze armate: esercito, marina, aeronautica, gendarmerie per la Francia o arma dei carabinieri per l'Italia (dal 2000). Le FF.AA. italiane avevano già conosciuto una sorta di struttura quaternaria solo nel periodo del Fascismo, con la costituzione dal 1923 della Milizia Volontaria Sicurezza Nazionale, nelle sue varie specialità, organizzata in Legioni CC NN (Camicie Nere), con funzioni di ordine pubblico (O.P.) in tempo di pace e pure compiti ed attribuzioni di polizia giudiziaria nel caso delle milizie speciali, e con scenario d'impiego prevalentemente terrestre sia in pace sia in guerra in linea con la parziale dipendenza dallo stato maggiore del regio esercito.
Altre varianti d'organizzazione sono oggi attuate in Sudafrica (esercito, marina, aeronautica, sanità militare), Russia ed Egitto (esercito, marina, aeronautica e difesa aerea) o Stati Uniti con sei forze armate: US Army, US Marine Corps, US Navy, US Air Force, US Space Force e US Coast Guard. a cui si affianca la National Guard of the United States (Guardia Nazionale) costituita da volontari riservisti.
Lo stato di prontezza operativa dell'organizzazione militare prende il nome di "stato di allerta" (negli Stati Uniti è spesso abbreviato con DEFCON, contrazione di defence condition, condizione di difesa).

## Nel mondo

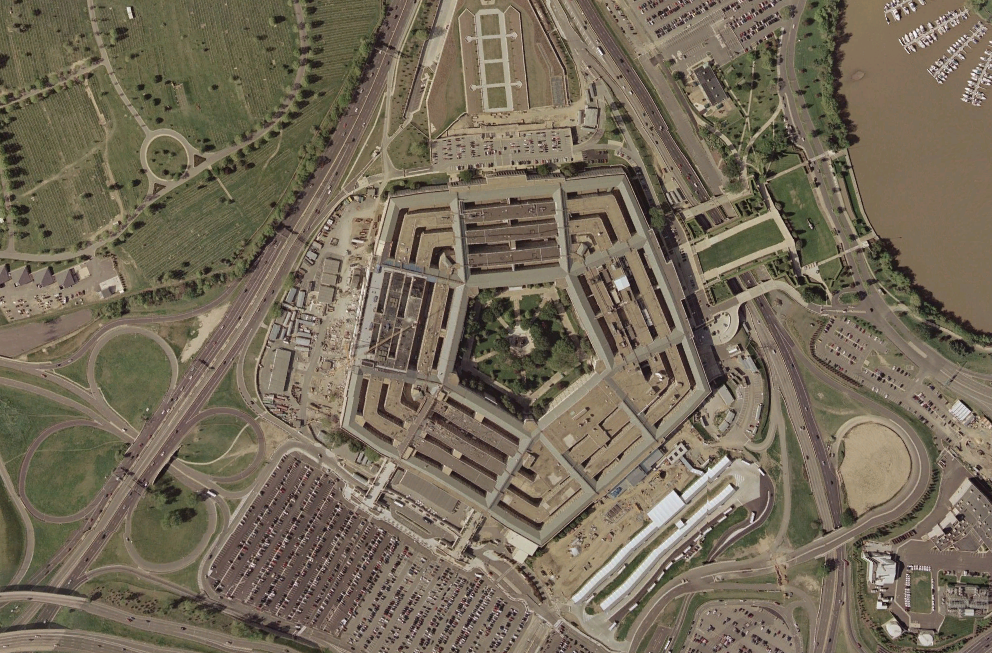
Il Pentagono è la sede degli stati maggiori delle forze armate americane. Ha cinque lati, uno per ogni forza armata

### Albania
Le forze armate albanesi, in albanese sono l'organizzazione ufficiale dell'esercito della Repubblica d'Albania, formatosi subito dopo la creazione dello stato indipendente nel 1912. Oltre al Commando Generale con sede a Durazzo, è costituito anche dalle Forze Terrestri, Forze Marine e Forze Aeree, Commando del Supporto e Commando di Formazione e Dottrina.

### Australia
Le Australian Defence Force sono organizzate in:
- Royal Australian Air Force
- Australian Army
- Royal Australian Navy

### Canada
Nel Canada, le forze armate sono raggruppate in un'unica entità: le Canadian Armed Forces, che al proprio interno annovera:
- Canadian Army per l'esercito;
- Air Command per l'aeronautica militare;
- Royal Canadian Navy per la marina militare.

### Cina
Le forze armate cinesi sono sotto il comando della Commissione Militare Centrale e sono ripartite in tre armi principali:
- Zhongguo Renmin Jiefangjun Lujun - esercito
- Zhongguo Renmin Jiefangjun Kongjun - aeronautica militare
- Zhongguo Renmin Jiefangjun Haijun - marina militare

### Francia
L'Armée française comprende:
- Armée de terre
- Armée de l'air
- Gendarmerie nationale
- Marine nationale

### Germania
La Bundeswehr è suddivisa nella componente militare (le forze armate, o Streitkräfte) e nella componente civile, con l'amministrazione della difesa (Wehrverwaltung), l'ufficio federale per gli armamenti (Bundesamt für Wehrtechnik und Beschaffung), e l'ufficio federale per la gestione dell'informazione e della tecnologia dell'informazione del Bundeswehr (Bundesamt für Informationsmanagement und Informationstechnik der Bundeswehr).
La componente militare della forza di difesa federale consiste nell'Esercito (Deutsches Heer), la Marina (Deutsche Marine), l'Aeronautica militare (Luftwaffe), il servizio di supporto interforze (Streitkräftebasis), e i servizi medici centrali (Zentraler Sanitätsdienst).

### Giappone
Le Jieitai (自衛隊?), Japan Self-Defense Forces (JSDF), tradotto in italiano con "Forze di autodifesa del Giappone", sono l'insieme delle forze armate nipponiche, create dopo la fine della seconda guerra mondiale.
Le forze armate giapponesi, dal secondo conflitto mondiale, non possono prendere parte in conflitti armati, ma hanno partecipato ad alcune operazioni internazionali di mantenimento della pace. Le forze armate giapponesi sono il 5° esercito più potente del mondo, secondo la classifica del 2021.
Sono composte da:
- Rikujō Jieitai (陸上自衛隊?), Japan Ground Self-Defense Force (JGSDF)  – Esercito
- Kaijō Jieitai (海上自衛隊?),  Japan Maritime Self-Defense Force (JMSDF) – Marina militare
- Kōkū Jieitai (航空自衛隊?), Japan Air Self-Defense Force (JASDF) – Aeronautica militare

### Italia

Stemma dello Stato Maggiore della Difesa

Le forze armate italiane sono composte da:
- Esercito Italiano, componente prevalentemente terrestre,
- Marina Militare, componente prevalentemente navale,
- aeronautica militare, componente Aeronautica militare,
- Arma dei Carabinieri, con compiti anche di polizia militare.[3]

Sono inoltre soggetti a ordinamento militare :
- Guardia di Finanza (corpo inserito organicamente nell'ambito del Ministero dell'economia e delle finanze con compiti di polizia economico-finanziaria, polizia giudiziaria, pubblica sicurezza e concorso alla difesa militare)
- Corpo militare volontario della Croce Rossa Italiana - Corpo Ausiliario, non fa parte delle Forze Armate
- Corpo Militare dei Cavalieri Italiani del Sovrano Militare Ordine di Malta - Corpo Ausiliario, non fa parte delle Forze Armate
- Ordinariato militare - Corpo Ausiliario, non fa parte delle Forze Armate

### Iran
Le forze armate dell'Iran comprendono le forze armate regolari e il "Corpo delle guardie della rivoluzione islamica". Tutte le branche delle forze armate iraniane sono sottoposte al "Comando del Quartier Generale delle Forze Armate". Il "Ministero della Difesa e delle Forze Armate" è responsabile della pianificazione logistica e del finanziamento delle forze armate e non è coinvolto nel comando operativo sul campo.

### Israele
Tutti i rami delle forze armate israeliane sono subordinati all'unico capo di stato maggiore generale. Il capo di stato maggiore generale (in ebraico: רמטכ"ל, pronunciato: Ramatkal) è l'unico ufficiale di servizio avente il rango di tenente generale (in ebraico: רב אלוף, pronunciato: "Rav Aluf") e riferisce direttamente al ministro della Difesa e indirettamente al primo ministro d'Israele e al gabinetto di governo.
I capi del personale sono formalmente nominati dal governo, basati sulla raccomandazione del ministero della Difesa, per tre anni, ma il governo può votare per estendere il loro servizio a quattro (e in rare occasioni fino a cinque) anni. L'attuale capo di stato maggiore generale è il generale Gadi Eizenkot.

### Polonia
Le forze armate polacche sono composti da cinque reparti:
- Wojska Lądowe - componente prevalentemente terrestre,
- Marynarka Wojenna - componente prevalentemente navale,
- Siły Powietrzne - componente prevalentemente aerea,
- Wojska Specjalne - componente fondata nel 2007 composta da 6 unità speciali (1 proveniente dalla marina, 1 proveniente dall'aeronautica e 4 unità terrestri),
- Wojska Obrony Terytorialnej - componente creata nel 2017 composta da militari che quotidianamente lavorano nella loro professione e ciclicamente sono chiamati alle esercitazioni.

### Regno Unito
Il comandante in capo della forze armate britanniche è de jure il monarca britannico in carica mentre l'amministrazione è affidata al Ministero della difesa tramite il suo Consiglio per la difesa. Tuttavia, secondo una prassi costituzionale consolidata, è il Primo ministro che ne detiene de facto l'autorità suprema. Sono costituite da:
- Naval Service - formato da Royal Navy e Royal Marines
- British Army - l'esercito di terra
- Royal Air Force - la forza aerea

### Repubblica di Malta
Il quartier generale delle forze armate maltesi è il centro di comando delle Forze Armate di Malta ed è suddiviso in quattro aree principali.
- Operations Branch: area operazioni
- Training Branch: area addestramento
- Administration & Personnel Branch: area amministrazione e personale
- Logistics Branch: area logistica
- European Union Security Defence Policy Branch: area per le politiche di sicurezza dell'Unione europea
- Public Information Cell: cellula rapporti con il pubblico
- Intelligence Cell: cellula intelligence
- Legal Office: ufficio legale
- Audit & inspectorate Branch: area audit ed ispettorato

### Russia
Le forze armate russe sono suddivise in: esercito, marina militare e forze aerospaziali le quali comprendono pure la difesa aerea e l'aeronautica militare. Esistono anche due servizi indipendenti: forze missilistiche strategiche, forze militari e le truppe aerotrasportate e le forze ausiliarie di supporto che comprendono la sanità militare, il vettovagliamento e il genio ferrovieri. Le forze della difesa aerea, in precedenza indipendenti e note come Vojska PVO sono state unificate con l'aeronautica militare nel 1998, il primo agosto del 2015, le forze spaziali sono state unificate con l'aeronautica. Ci si riferisce alle forze armate nel loro insieme come esercito (Armija), eccetto in alcuni casi, per la Marina Militare.

### Spagna
Le Fuerzas Armadas de España sono ripartite in:
- Ejército de Tierra
- Armada
- Ejército del Aire

### Stati Uniti d'America
Le United States Armed Forces sono articolate in sei forze:
- United States Army – esercito,
- United States Marine Corps – fanteria di marina,
- United States Navy – marina militare,
- United States Air Force – aeronautica militare,
- United States Space Force – astronautica militare,
- United States Coast Guard – guardia costiera (in tempo di guerra).

### Ucraina
Le Forze armate dell'Ucraina sono composte da cinque forze:
- Forze terrestri ucraine
- Aeronautica militare ucraina
- Marina militare ucraina
- Forze d'assalto aereo ucraine
- Forze per operazioni speciali